# Ryszard Turski
Ryszard Franciszek Turski (ur. 8 lipca 1929 w Ostrowie, zm. 31 grudnia 2016 w Warszawie) – doktor socjologii. W latach 1990–1991 ostatni redaktor naczelny tygodnika „Po prostu” (po reaktywacji pisma).

## Życiorys
Syn Józefa i Marianny. Był sekretarzem Komisji Zakładowej PZPR w Instytucie Filozofii i Socjologii PAN. Członek PZPR w latach 1970–1981.
Autor studium o migracji w Polsce pt. Między miastem a wsią. Uczestnik Konwersatorium „Polska w Europie” (1986–2001).
Odznaczony Krzyżem Komandorskim Orderu Odrodzenia Polski (2001).
Zmarł 31 grudnia 2016 i został pochowany na cmentarzu Wawrzyszewskim w Warszawie.

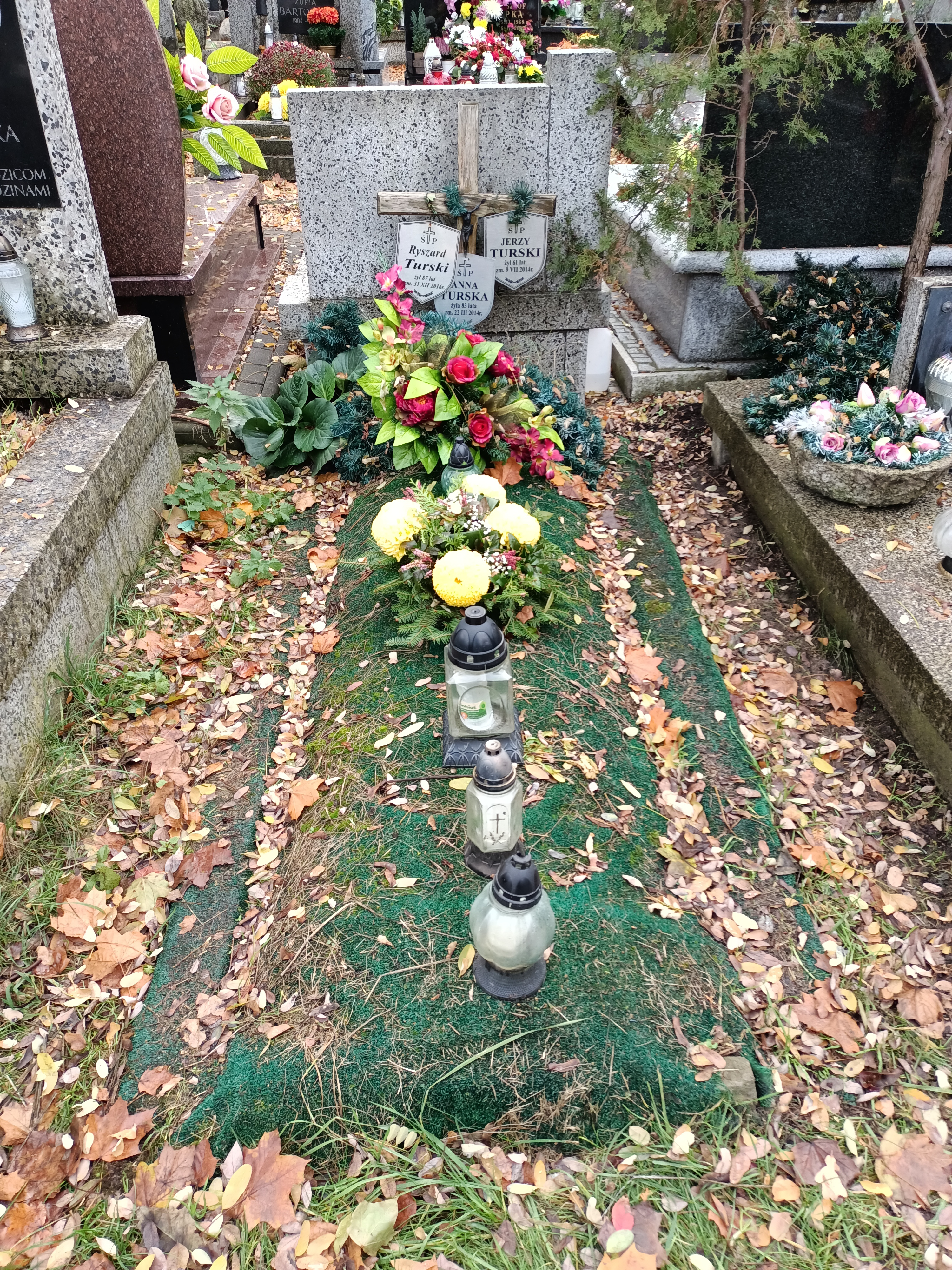
Grób Ryszarda Turskiego na Cmentarzu Wawrzyszewskim

## Literatura
- Ryszard Turski, Między miastem a wsią. Struktura społeczno-zawodowa chłopów-robotników w Polsce, PWN, Warszawa 1965.
- Ryszard Turski, Dynamika przemian społecznych w Polsce Wiedza Powszechna, Warszawa 1961
- Ryszard Turski, Wędkarstwo Rzutowe (książka opisuje zasady dyscypliny sportowej Wędkarstwa Rzutowego oraz terenu do przeprowadzenia zawodów z tej dyscypliny)